# La Barde
La Barde – miejscowość i gmina we Francji, w regionie Nowa Akwitania, w departamencie Charente-Maritime.
Według danych na rok 1990 gminę zamieszkiwało 377 osób, a gęstość zaludnienia wynosiła 18 osób/km² (wśród 1467 gmin regionu Poitou-Charentes La Barde plasuje się na 646. miejscu pod względem liczby ludności, natomiast pod względem powierzchni na miejscu 370.).